# GK1型柴油机车
GK1型柴油机车是中国资阳内燃机车厂为地方工矿企业设计制造的一款调车及小运转用液力传动柴油机车，于1989年研制成功，适用于铁路、冶金、石化、港口、地方铁路的调车和小运转作业。

## 开发背景
在1970年代以前，中国的国家铁路和工矿企业几乎全部仍然使用蒸汽机车作为调车机车。1970年代起，随着东风2型和东方红2型柴油机车研制成功，国家铁路的调车作业开始了牵引动力内燃化。然而，由于国家铁路部门自顾不暇和封闭式的经营，当时的机车车辆工业无力为地方工矿企业提供合适的柴油机车，致使全国工矿铁路的内燃化大大落后于国家铁路，因此急需使用机车的大型工矿企业不得不依赖进口。1970年代初，中国石化总公司、燃料化学工业部、石油天然气总公司等系统先后从民主德国（东德）进口了190台V100系列液力传动柴油机车。1980年代，秦皇岛港引进7台由日本日立公司和法国阿尔斯通公司联合制造HFA-24S型电力传动柴油机车，上海宝钢亦从日本购进了20台D800型液力传动柴油机车。
1980年代起，随着中国铁路机车车辆工业的发展，铁路工业已经有能力在满足国家铁路需求的同时，为路外工矿企业提供更多的柴油机车。资阳内燃机车厂制造的东方红5型、东方红5B型柴油机车，已经进入冶金系统的各炼钢厂和石化系统的工厂运用。1987年，为了加快实现冶金工业的铁路运输设备现代化，铁道部和冶金部签订了关于研制冶金工业专用内燃机车的协议。在对五大冶金工业企业（攀钢、本钢、鞍钢、首钢和宝钢）进行实地调查后，铁道部、中车公司与冶金部联合拟定了《冶金工矿专用铁路内燃机车设计任务书》。随后，资阳内燃机车厂、四方机车车辆厂、沈阳机车车辆厂合作，根据设计任务书提出的要求进行新型工矿柴油机车的设计。1988年2月，在冶金部召开的冶金铁路工矿专用内燃机车设计审查会上，审议通过了资阳内燃机车厂提交的机车总体设计方案，并确定将其定型为GK1型柴油机车，“GK”是“工矿”的汉语拼音首字母缩写。1989年2月，资阳内燃机车厂完成了GK1型机车的全部施工设计。1989年9月，完成了首两台机车的试制和试验工作，同年12月在鞍山钢铁投入运用。1990年10月，GK1型001号机车在大连内燃机车研究所完成牵引热工性能试验。1991年11月，GK1型机车通过中车公司和冶金部的技术鉴定，并批准投入批量生产。
GK1型柴油机车是在东方红5B型机车的基础上，根据冶金企业铁路技术条件而设计的液力传动工矿柴油机车。机车采用全钢电焊结构、单司机室、双侧外走廊、主车架承载的罩式车体。车体从前端至后端分为前机室、动力室、传动冷却室、司机室、后机室五个部分。机车装用一台由石油部济南柴油机厂制造的Z12V190BJ型柴油机，该型柴油机为12气缸、V型结构、四冲程、废气涡轮增压的高速柴油机，气缸直径为190毫米，活塞行程为210毫米，额定转速为每分钟1500转，装车功率为1080马力（790千瓦）。机车使用资阳内燃机车厂研制的ZJ4011GY型液力变速箱，并设有工况机构、液力换向和液力制动装置。燃油箱被置于车体内以免因碰撞外物而引致火灾，并将总风缸置于车体下方两台转向架之间。1990年，资阳内燃机车厂在GK1型柴油机车的基础上，开发了换装12V180ZJ型高速柴油机的GK1B型柴油机车，除了柴油机之外其他部分均保持相同。
1991年，资阳内燃机车厂又研制了GK1C型柴油机车，机车装用一台1350马力（997千瓦）的6240ZJ型中速柴油机，改用ZJ4014GY型液力换向液力传动箱，并将可编程控制器应用于机车控制电路。
- 上海梅山钢铁购买的GK1型内燃机车
- 上海梅山钢铁购买的GK1型内燃机车 长端
- 中国石化南化公司购买的GK1型内燃机车 其中0079号车被命名为党员示范车
- 马钢集团购买的GK1型内燃机车正在进行调车作业

## 机车命名
| 机车编号 | 名称       | 配属                             | 备注 |
| -------- | ---------- | -------------------------------- | ---- |
| GK1-0012 | 红旗号车组 | 马钢集团机务部                   |      |
| GK1-0079 | 党员示范车 | 中国石化集团南京化学工业有限公司 |      |
| GK1-0104 | 党员先锋号 | 秦皇岛浅野水泥厂                 |      |

## 参看
- 东方红2型柴油机车
- 东方红5型柴油机车
- 东方红5B型柴油机车
- 东方红7型柴油机车
- GK1C型柴油机车